# Stratton (Colorado)
Stratton es un pueblo ubicado en el condado de Kit Carson en el estado estadounidense de Colorado. En el año 2010 tenía una población de 658 habitantes y una densidad poblacional de 548,3 personas por km².

## Geografía
Stratton se encuentra ubicada en las coordenadas 39°18′11″N 102°36′15″O / 39.30306, -102.60417.

## Demografía
Según la Oficina del Censo en 2000 los ingresos medios por hogar en la localidad eran de $ 32,500, y los ingresos medios por familia eran $ 36,964. Los hombres tenían unos ingresos medios de $ 31,875 frente a los $ 17,857 para las mujeres. La renta per cápita para la localidad era de $ 15,428. Alrededor del 9,4% de la población estaban por debajo del umbral de pobreza.